# 福井家庭裁判所
福井家庭裁判所（ふくいかていさいばんしょ）は、福井県福井市にある日本の家庭裁判所の一つで、福井県を管轄している。略称は、福井家裁（ふくいかさい）。武生（越前市）、敦賀に支部を、小浜に出張所を置いている。
福井家庭裁判所の本庁・支部は地方裁判所の本庁・支部に併設されている。また、本庁・支部・出張所のいずれにも簡易裁判所が併設されている。

## 所在地
- 本庁：福井県福井市春山1丁目1-1　北緯36度4分3.3秒 東経136度13分1.4秒 / 北緯36.067583度 東経136.217056度
京福バス「裁判所前」下車。
すまいるバス北ルート「中央公園」、「片町商店街」、「春山2丁目」下車。西ルート「中央公園」、「片町商店街」下車。
JR北陸線, 越美北線, えちぜん鉄道勝山永平寺線, 三国芦原線 福井駅より約10分
北陸自動車道福井ICより約20分
- 武生支部：福井県越前市日野美2-6　北緯35度54分2.9秒 東経136度9分14.3秒 / 北緯35.900806度 東経136.153972度
JR北陸線 武生駅より約20分
- 敦賀支部：福井県敦賀市松栄町6-10　北緯35度39分11.4秒 東経136度3分43.9秒 / 北緯35.653167度 東経136.062194度
JR北陸線, 小浜線 敦賀駅より約20分
- 小浜出張所:福井県小浜市城内1-1-2  北緯35度30分11.9秒 東経135度44分52.1秒 / 北緯35.503306度 東経135.747806度
JR小浜線 小浜駅より約20分

## 管轄区域
- 本庁
  - 福井市、あわら市、坂井市、吉田郡永平寺町、大野市、勝山市
- 武生支部
  - 越前市、鯖江市、南条郡南越前町、今立郡池田町、丹生郡越前町
- 敦賀支部
  - 敦賀市、三方郡美浜町、三方上中郡若狭町
  - 小浜出張所
    - 小浜市、大飯郡高浜町、おおい町

※ただし、各支部の合議事件、武生支部管内の少年事件は本庁でそれぞれ取り扱う。

※小浜出張所は家事事件の受付および出張家事審判・出張家事調停のみ行い、その他の事務は敦賀支部が扱う。

## 歴代所長
福井家庭裁判所の所長は福井地方裁判所の所長を兼任している。福井地方裁判所#歴代所長を参照。